# Igreja Matriz de Budens
A Igreja Matriz de Budens é um monumento religioso no concelho de Vila do Bispo, na região do Algarve, em Portugal.

## Descrição e história
O edifício está situado noo Largo da Igreja, na zona oriental da localidade de Budens, e junto ao cemitério. Nas imediações situa-se a Capela de Santo António.
A igreja é dedicada a São Sebastião, padroeiro da freguesia. No exterior destaca-se o portal, no estilo rococó, que é considerado como um dos melhores exemplos da escultura setencista no Algarve. Tem uma só nave com capela-mor. O interior é muito sóbrio, embora originalmente contasse com uma rica decoração em talha dourada. Possui várias imagens antigas em madeira, sendo de especial interesse as de Nossa Senhora do Rosário, São Pedro, do Senhor Morto e de São Sebastião. Também se destacam duas pias de águas quinhentistas, no estilo manuelino, e que se situam no lado poente da igreja.
Foi provavelmente construída no século XVI. Ficou totalmente destruída pelo Sismo de 1755, e reconstruída em 1762, data que se encontra sobre o portal de entrada. Voltou a ser alvo de obras de remodelação em 1877 e 1926. O edifício foi danificado pelo Sismo de 1969, tendo-se perdido os elementos em talha dourada.

## Leitura recomendada
- Vilas e Aldeias do Algarve Rural 2ª ed. Faro: Globalgarve/Alcance/In Loco/Vicentina. 2003. 171 páginas. ISBN 972-8152-27-2